# NGC 7243
NGC 7243，也稱為科德韋爾16，是在蝎虎座的一個疏散星團和科德韋爾天體。它的亮度+6.4等，座標位置為赤經22h 15.3m，赤緯+49° 53′，鄰近雙星的蝎虎座α、蝎虎座4和行星狀星雲IC 5217。它與地球的距離大約2,800光年，估計年齡是一億歲，成員主要是藍色和白色的恆星。

## 註解
1. ↑  . eSky.   [2008-08-06]. （原始内容存档于2016-03-03）.

## 外部連結
- SEDS – NGC 7243
- Simbad – NGC 7243
- VizieR – NGC 7243（页面存档备份，存于）
- NED – NGC 7243（页面存档备份，存于）
- WikiSky上关于NGC 7243的内容：DSS2, SDSS, GALEX, IRAS, 氢α, X射线, 天文照片, 天图, 文章和图片